# Ryszard Skała
Ryszard Skała (ur. 4 maja 1925 w Nadwórnej, Kresy Wschodnie, zm. 12 maja 1986 w Mysłakowicach koło Jeleniej Góry) – dziennikarz wrocławski, założyciel i pierwszy redaktor naczelny wrocławskiej gazety popołudniowej „Wieczór Wrocławia”.
W czasie II wojny światowej uczył się na tajnych kompletach we Lwowie uzyskując tam świadectwo dojrzałości. Aresztowany przez gestapo za działalność w AK, zwolniony w 1943. Wraz z całym oddziałem zgłosił się do Wojska Polskiego, w jego szeregach ukończył Szkołę Oficerską I Armii WP, a następnie w stopniu podporucznika skierowany do Korpusu Pancernego. Jako dowódca czołgu został ciężko ranny w 1945 pod Budziszynem. Uznany za zmarłego – wysłano nawet już do rodziny zawiadomienie o jego śmierci – udało mu się jednak przeżyć.
Po demobilizacji osiadł na Dolnym Śląsku, gdzie pracował w Inspektoracie Osadnictwa Wojskowego, potem w Związku Inwalidów Wojennych, a następnie w Szkole Żeglugi Śródlądowej.
Jako dziennikarz od 1948 współpracował, a następnie pracował etatowo w dzienniku „Słowo Polskie”, gdzie przez wiele lat był sekretarzem redakcji. W kwietniu 1967 z innymi dziennikarzami Słowa tworzył nowy dziennik popołudniowy „Wieczór Wrocławia”, którego był pierwszym redaktorem naczelnym do 1981.
Był sekretarzem w pierwszym składzie zarządu Towarzystwa Miłośników Wrocławia, przewodniczącym wrocławskiego oddziału Stowarzyszenia Dziennikarzy Polskich, radnym Rady Narodowej miasta Wrocławia, potem Rady Narodowej Województwa Wrocławskiego i Miasta Wrocławia, w której przewodniczył Komisji Kultury, Oświaty i Wychowania. Był też członkiem Prezydium Społecznego Komitetu Panoramy Racławickiej.
Odznaczony Krzyżem Walecznych oraz Krzyżem Komandorskim Orderu Odrodzenia Polski, pochowany 15 maja 1986 na cmentarzu parafialnym na Pilczycach we Wrocławiu.